# Cantone di Plaisance-du-Touch
Il Cantone di Plaisance-du-Touch è una divisione amministrativa dell'Arrondissement di Muret e dell'Arrondissement di Tolosa.
È stato costituito a seguito della riforma approvata con decreto del 13 febbraio 2014, che ha avuto attuazione dopo le elezioni dipartimentali del 2015.

## Composizione
Comprende 10 comuni:
- Bonrepos-sur-Aussonnelle
- Bragayrac
- Empeaux
- Fonsorbes
- Fontenilles
- Plaisance-du-Touch
- Sabonnères
- Saiguède
- Saint-Lys
- Saint-Thomas